# Mel Charles
Mel Charles (Swansea, 1935. május 14. – 2016. szeptember 24.) walesi labdarúgó, csatár, hátvéd. Testvére John Charles, fia Jeremy Charles. Mindketten válogatott labdarúgók.

## Pályafutása

### Klubcsapatban
A Leeds United, majd a Swansea Town korosztályos csapatában kezdte a labdarúgást. 1952-ben mutatkozott be a Swansea első csapatában, ahol hét idény át szerepelt. 1959 és 1962 között az Arsenal, 1962 és 1965 között a Cardiff City labdarúgója volt. 1965 és 1972 között játszott a Porthmadog, a Port Vale, az Oswestry Town és a Haverfordwest csapatában. 1972-ben vonult vissza az aktív labdarúgástól.

### A válogatottban
1955 és 1962 között 31 alkalommal szerepelt a walesi válogatottban és hat gólt szerzett. Tagja volt az 1958-as svédországi világbajnokságon negyeddöntős csapatnak.

## Sikerei, díjai
Wales
- Világbajnokság
  - negyeddöntős: 1958, Svédország